# Den oändliga historien (film, 1984)
Den oändliga historien (originaltitel: Die unendliche Geschichte) är en västtysk fantasyfilm från 1984 i regi av Wolfgang Petersen. Filmen är baserad på boken med samma namn av författaren Michael Ende. Filmen utspelar sig till stor del i fantasivärlden Fantásien. Filmen spelades in 1983 och hade 21 december 1984 premiär på bio i Sverige.

## Handling
Bastian Bux är en olycklig 11-årig pojke. Hans mor har nyligen dött i cancer och hans far försummar honom. Dessutom blir han mobbad i skolan. En dag går Bastian in i ett antikvariat som ägs av den grinige herr Koreander, som vid Bastians besök läser en bok med titeln Den oändliga historien. Koreander tycker inte om barn och ser helst att Bastian ger sig iväg så fort som möjligt. Medan Koreander är upptagen med ett telefonsamtal knycker Bastian boken, som han känner en oförklarligt stark dragning till. Han tar den med sig till skolan och gömmer sig uppe på vinden.
Boken utspelar sig i landet Fantásien, där fenomenet Ingentinget håller på att förgöra hela landet och barnakejsarinnan har drabbats av en allvarlig sjukdom. Dessa två händelser hänger ihop med varandra, men ingen vet på vilket sätt. Invånarna i Fantásien söker upp den unge pojken Atreju och skickar ut honom på ett viktigt uppdrag: att söka efter ett botemedel mot barnakejsarinnans sjukdom och samtidigt sätta stopp för den förödelse som Ingentinget hotar landet med.

## Om filmen
Filmen är baserad på bokens första halva, och filmen är bara delvis trogen boken. Regissören Wolfgang Petersen hade varit verksam som filmregissör i sitt hemland Tyskland under många år, men under mitten av 80-talet ville han försöka ta sig över till USA för att börja göra film där istället. Han bestämde sig för att göra en film i Tyskland där alla pratar engelska och med amerikanska skådespelare i rollerna. Resultatet blev Den oändliga historien, som fick två uppföljare. Uppföljarna regisserades dock inte av Petersen. Giorgio Moroder komponerade filmmusiken och sångaren Limahl sjöng låten Neverending Story som blev en stor hit och är filmens ledmotiv. När filmen släpptes i Sverige var den dubbad på svenska, något som biopubliken 1984 inte var van vid. Den dubbade versionen släpptes även på VHS, men när filmen senare skulle släppas på DVD så valde man att inte ta med den svenska dubbningen på DVD-utgåvan.

## Michael Endes stora missnöje
Strax innan filmen släpptes på biograferna så hoppade författaren Michael Ende av filmprojektet som han var mycket missnöjd med. Han ansåg att filmen inte var mer fantasifull än en genomsnittlig nattklubb, att sfinxerna i filmen såg ut som storbystade strippor och att elfenbenstornet (som i boken påminner om Babels torn) såg ut som ett TV-torn med tre parabolantenner. Ende ansåg att filmen hade förvandlat fantasilandet till en orgie av kitsch, något som han fann helt oacceptabelt. I boken beskrivs lyckodraken Fuchurs utseende som väldigt lejonlikt, men i filmerna (där Fuchur fått det engelska namnet Falcor) liknar han mer en hund.
När boken Momo eller kampen om tiden 1986 filmatiserades som "Momo" såg Ende till att få en roll i filmen så att han kunde övervaka filminspelningen.

## Rollista i urval
- Barret Oliver – Bastian Balthazar Bux
- Noah Hathaway - Atreju
- Tami Stronach – barnakejsarinnan
- Patricia Hayes – Urgl, Engywooks hustru och en helbrägdagörare
- Sydney Bromley – Engywook, vetenskapsman
- Gerald McRaney - Mr. Bux, Bastians far
- Moses Gunn – Cairon, tjänare till kejsarinnan
- Thomas Hill – Mr. Coreander, bokhandlare
- Alan Oppenheimer – Stenbitaren, Falkor och G'mork samt berättaren
- Deep Roy - Teeny Weeny, budbärare som färdas på en snigel
- Tilo Prückner - Nattalf, budbärare som färdas på en narkoleptisk fladdermus
- Darryl Cooksey, Drum Garrett & Nicholas Gilbert - Ethan, Todd & Lucas, tre pojkar som mobbar Bastian

## Svenska röster
- Martin Lindström - Bastian
- Johannes Brost - Fadern
- Joakim Steen, Olle Sarri, Mårten Ekman - Skolpojkar
- Börje Ahlstedt - Koreander
- Åke Lindman - Stenbitaren
- Philip Zandén - Nattalfen
- Peter Schildt - Pytteliten
- Michael Segerström - Cairon
- Martin Stenmarck - Atreju
- Birgitta Valberg - Morla, Urgl
- Cornelis Vreeswijk - Falkor
- Henric Holmberg - Engywuk
- Fillie Lyckow - Södra oraklet
- Rolf Skoglund - Gmork
- Maria Tornlund - Kejsarinnan
- Per Eggers - Berättaren